# Campeonato del Mundo de patinaje de velocidad en línea 2018
El Campeonato Mundial de patinaje de velocidad en línea de 2018 tuvo lugar del 1 al 8 de julio de 2018 en Heerde y Arnhem, Países Bajos. Las competiciones en la pista se llevaron a cabo en Heerde y las de la calle en Arnhem.
Los participantes más exitosos fueron Johana Viveros de Colombia para mujeres con tres medallas de oro y Alex Cujavante de Colombia y Gwendal Le Pivert de Francia para hombres con dos medallas de oro cada uno.

## Mujeres
| Distancia                          | Oro                                                              | Plata                                                         | Bronce                                                    |
| Pista                              | Pista                                                            | Pista                                                         | Pista                                                     |
| ---------------------------------- | ---------------------------------------------------------------- | ------------------------------------------------------------- | --------------------------------------------------------- |
| Senior 500 m Sprint                | Vanessa Herzog                                                   | Javiera Vargas                                                | Geiny Pájaro                                              |
| Junior 500 m Sprint                | Yue-Chin Peng                                                    | Allison Correa                                                | Anais Pedroni                                             |
| senior 1.000 m Sprint              | Mareike Thum                                                     | Yi-Seul An                                                    | Vanessa Herzog                                            |
| Junior 1.000 m Sprint              | Gabriela Rueda                                                   | Giorgia Valanzano                                             | Yerim Lee                                                 |
| Senior 10.000 m Puntos/Eliminación | Fabriana Arias                                                   | Francesca Lollobrigida                                        | Johana Viveros                                            |
| Junior 10.000 m Puntos/Eliminación | Gabriela Rueda                                                   | Giorgia Valanzano                                             | Yerim Lee                                                 |
| Senior 15.000 m Eliminación        | Johana Viveros                                                   | Guo Dan                                                       | Fabriana Arias                                            |
| Junior 15.000 m Eliminación        | Allison Correa                                                   | Gabriela Rueda                                                | Giorgia Valanzano                                         |
| Senior 3.000 m Relevos             | Colombia · Kerstinck Sarmiento · Johana Viveros · Fabriana Arias | Corea del Sur Yi-Seul An So-Yeong Shin Seul Lee               | Alemania · Mareike Thum · Laethisia Schimek · Sabine Berg |
| Junior 3.000 m Relevos             | China Taipéi Yue-Cih Peng Kuan-Chih Wang Hsin-Ping Ku            | Colombia · Allison Correa · Gabriela Rueda · Maria Jose Porto | Corea del Sur Sola Yun Minseo Kang Yerim Lee              |
| Ruta                               |                                                                  |                                                               |                                                           |
| Senior 100 m Sprint                | Geiny Pájaro                                                     | Yesenia Escobar                                               | Ying Chu Chen                                             |
| Junior 100 m Sprint                | Andrea Plaza                                                     | Valeria Rodríguez                                             | Mathilde Pedronno                                         |
| Senior 1 Vuelta                    | Andrea Canon                                                     | Yesenia Escobar                                               | Erin Jackson                                              |
| Junior 1 Vuelta                    | Valeria Rodriguez                                                | Anais Pedroni                                                 | Mathilde Pedronno                                         |
| Senior 10.000 m Puntos             | Johana Viveros                                                   | Francesca Lollobrigida                                        | Mareike Thum                                              |
| Junior 10.000 m Puntos             | Maria Renteria                                                   | Valentina Moreno                                              | Marie Dupuy                                               |
| Senior 20.000 m Eliminación        | Francesca Lollobrigida                                           | Johana Viveros                                                | Fabriana Arias                                            |
| Junior 20.000 m Eliminación        | Nahalia Bermudez                                                 | Corinne Stoddard                                              | Gabriela Rueda                                            |
| Larga distancia                    |                                                                  |                                                               |                                                           |
| 42.195 m Marathon                  | Ho-Chen Yang                                                     | Francesca Lollobrigida                                        | María Guerra                                              |

## Hombres
| Distancia                          | Oro                                                     | Plata                                                             | Bronce                                                             |
| Pista                              | Pista                                                   | Pista                                                             | Pista                                                              |
| ---------------------------------- | ------------------------------------------------------- | ----------------------------------------------------------------- | ------------------------------------------------------------------ |
| Senior 500 m Sprint                | Pedro Causil                                            | Edwin Estrada                                                     | Elton De Souza                                                     |
| Junior 500 m Sprint                | Juan Arango                                             | Jongjin Cheon                                                     | Woonggyu Choi                                                      |
| Senior 1.000 m Sprint              | Gwendal Le Pivert                                       | Pedro Causil                                                      | Andrés Muñóz                                                       |
| Junior 1.000 m Sprint              | Jongjil Cheon                                           | Jan Mende                                                         | Vincenzo Maiorca                                                   |
| Senior 10.000 m Puntos/Eliminación | Alex Cujavante                                          | Bart Swings                                                       | Daniel Niero                                                       |
| Junior 10.000 m Puntos/Eliminación | Jason Suttels                                           | Michael Gatti                                                     | Brayan Virguez                                                     |
| Senior 15.000 m Eliminación        | Alex Cujavante                                          | Daniel Niero                                                      | Bart Swings                                                        |
| Junior 15.000 m Eliminación        | Seongmin An                                             | Inho Choi                                                         | Merijn Scheperkamp                                                 |
| Senior 3.000 m Relevos             | Francia Elton De Souza Gwendal Le Pivert Ewen Fernandez | Colombia · Pedro Causil · Jaime Uribe (patinador) · Edwin Estrada | Italia · Daniel Niero · Duccio Marsili · Giuseppe Bramante         |
| Junior 3.000 m Relevos             | Corea del Sur Seongmin An Woonggyu Choi Jongjin Cheon   | Francia Ewen Foussadier Baptiste Allain Yvan Sivilier             | Países Bajos · Jordy Van Workum · Teun De Wit · Merijn Scheperkamp |
| Ruta                               |                                                         |                                                                   |                                                                    |
| Senior 100 m Sprint                | Ioseba Fernández                                        | Edwin Estrada                                                     | Jin-Young Kim                                                      |
| Junior 100 m Sprint                | Sabien Tinson                                           | Alejandro Huertas                                                 | Ivan Galar                                                         |
| Senior 1 Vuelta                    | Edwin Estrada                                           | Simon Albrecht                                                    | Pedro Causil                                                       |
| Junior 1 Vuelta                    | Alejandro Huertas                                       | Sabien Tinson                                                     | Vincenzo Maiorca                                                   |
| Senior 10.000 m Puntos             | Daniel Zapata                                           | Diogo Marreiros                                                   | Bart Swings                                                        |
| Junior 10.000 m Puntos             | David Sarmiento                                         | Adrion Workman                                                    | Jordy Van Workum                                                   |
| Senior 20.000 m Eliminación        | Bart Swings                                             | Daniel Niero                                                      | Nolan Beddiaf                                                      |
| Junior 20.000 m Eliminación        | Jordy Van Workum                                        | Andres Bello(patinador)                                           | Joel Guacho                                                        |
| Larga distancia                    |                                                         |                                                                   |                                                                    |
| 42.195 m Marathon                  | Felix Rijhnen                                           | Jorge Bolaños                                                     | Jason Suttels                                                      |

## Medallero
| Pos. | País           | Oro | Plata | Bronce | Total |
| ---- | -------------- | --- | ----- | ------ | ----- |
| 1.   | Colombia       | 20  | 15    | 9      | 44    |
| 2.   | Corea del Sur  | 3   | 4     | 4      | 11    |
| 3.   | China Taipéi   | 3   | 0     | 1      | 4     |
| 4.   | Alemania       | 2   | 2     | 2      | 6     |
| 5.   | Francia        | 2   | 1     | 5      | 9     |
| 6.   | Bélgica        | 2   | 1     | 3      | 7     |
| 7.   | Italia         | 1   | 8     | 6      | 15    |
| 8.   | Estados Unidos | 1   | 3     | 2      | 6     |
| 9.   | Ecuador        | 1   | 1     | 1      | 3     |
| 10.  | Países Bajos   | 1   | 0     | 3      | 4     |
| 11.  | Austria        | 1   | 0     | 1      | 2     |
| 12.  | España         | 1   | 0     | 1      | 2     |
| 13.  | Chile          | 0   | 1     | 0      | 1     |
| 14.  | Portugal       | 0   | 1     | 0      | 1     |
| 15.  | China          | 0   | 1     | 0      | 1     |

- Datos: Q48477483